# Херихова, Мария
Мария Херихова (словац. Maria Herichová, родилась 12 июня 1990 года в Попраде) — словацкая хоккеистка, нападающая.

## Карьера игрока
Выступала в словацком чемпионате за команды «Попрадские Лиски», «Попрад», «Слован» (Братислава), «Петржалка» и «Братислава», а также в австрийском чемпионате за команду «Винер Айслёвен Флайерс».
В составе сборной участвовала в Олимпийских играх 2010 года в Ванкувере, сыграв пять матчей и отдав одну голевую передачу. Участница квалификаций к Олимпийским играм 2010 и 2014 годов. Выступала на шести чемпионатах мира, дебютировав в 2007 году во втором дивизионе и проведя два сезона в высшем дивизионе (2011 и 2012 годы). Бронзовый призёр Универсиады в Эрзуруме (2011).

## Статистика в сборной
| Год  | Сборная  | Турнир                           | Игры | Голы | Передачи | Очки | Минуты штрафа |
| ---- | -------- | -------------------------------- | ---- | ---- | -------- | ---- | ------------- |
| 2007 | Словакия | Чемпионат мира (II дивизион)     | 5    | 0    | 1        | 1    | 0             |
| 2008 | Словакия | Чемпионат мира (I дивизион)      | 5    | 0    | 0        | 0    | 0             |
| 2008 | Словакия | Олимпиада (квалификация)         | 3    | 0    | 1        | 1    | 0             |
| 2009 | Словакия | Чемпионат мира (I дивизион)      | 5    | 0    | 0        | 0    | 0             |
| 2010 | Словакия | Олимпиада                        | 5    | 0    | 1        | 1    | 0             |
| 2011 | Словакия | Чемпионат мира (высший дивизион) | 5    | 0    | 0        | 0    | 2             |
| 2012 | Словакия | Чемпионат мира (высший дивизион) | 5    | 0    | 2        | 2    | 2             |
| 2013 | Словакия | Олимпиада (квалификация)         | 3    | 0    | 1        | 1    | 0             |
| 2013 | Словакия | Чемпионат мира (I дивизион A)    | 5    | 0    | 1        | 1    | 0             |